# Puiseux, Ardennes
Puiseux är en kommun i departementet Ardennes i regionen Grand Est (tidigare regionen Champagne-Ardenne) i nordöstra Frankrike. Kommunen ligger  i kantonen Novion-Porcien som ligger i arrondissementet Rethel. År 2022 hade Puiseux 110 invånare.

## Befolkningsutveckling
Antalet invånare i kommunen Puiseux
Referens: INSEE